# Berta Reich
Berta Reich (geboren 1913; gestorben wahrscheinlich 1995) war eine Überlebende der Shoah. Sie wurde Ende 1943 vom Ghetto  Theresienstadt nach Auschwitz-Birkenau und 1944 in das KZ-Außenlager Taucha deportiert. Mit dem Kriegsende wurde sie befreit.

## Leben
Berta Reich wurde Anfang der 1940er Jahre verhaftet und mit ihrem fünfjährigen Sohn in das KZ Theresienstadt verschleppt, wo das Kind verstarb. Im Jahr 1944 kam sie in das Frauenlager des KZ Auschwitz-Birkenau, in dem der nationalsozialistische Arzt Josef Mengele für die Insassen zuständig war.
Berta Reich hatte eine Weggefährtin (Ruth Elias), die hier im KZ ein Mädchen gebar. Dieses sollte nach Mengeles Vorstellung  langsam verhungern, weil der Mutter die Brust bandagiert wurde. Eine Häftlings-Zahnärztin gab Ruth Elias eine Giftspritze, mit der sie ihr Kind tötete, um es nicht den Qualen auszusetzen.  Auch Berta Reich war hochschwanger und brachte einige Tage später einen (weiteren) Sohn zur Welt, den sie ebenfalls sofort nach der Geburt mittels einer Morphium-Injektion tötete, um es vor Qualen oder dem angekündigten gemeinsamen Tod in der Gaskammer zu bewahren. Dem Lagerarzt erzählte Berta Reich, ihr Kind sei tot geboren worden. Damit entgingen beide Frauen dem Tod durch die Gaskammer, wurden jedoch bald in das Arbeitslager Taucha, eine Außenstelle des KZ Buchenwald überstellt. Sie wurden zum Kriegsende befreit.
Berta Reich lebte nach der Befreiung bis zu ihrem Tod Mitte der 1990er Jahre in Prag.